# 熔鐵少女
《熔鐵少女》是日本獨立開發者hinyari9（冷号九）製作的射擊遊戲，遊戲先後於Steam、PlayStation 4、任天堂Switch等平台上線。故事講述少女瑪莎被國家緊急征召入伍的戍邊事跡。

## 遊戲系統
《熔鐵少女》是一個帶有塔防元素的射擊遊戲，玩家扮演被獨裁國家卡卓盧米亞緊急征召入伍的少女瑪莎，負責守衛城墻的工作。電腦版使用鍵盤控制角色左右移動，鼠標瞄準射擊。玩家需要殲滅進犯的所有機器人，保護城門不被敵人破壞，敵人的攻勢會隨著日數不斷增加，遊戲每日進行結算，根據城門狀態並給予玩家一定工資。每波攻擊後玩家會獲得三個隨機選項，選項的類型超過70種，選項需要支付不同金額啟用，選項的內容有提升角色使用槍械的性能，如攻擊力、射速、換彈速度等，也有購買武器、輔助道具和僱用隊友。可以僱用的隊友有七人，除了主線故事外，遊戲還有挑戰模式，可以控制其中一名隊友進行遊戲。主線故事模式下根據玩家的守衛表現會在進入不同結局。

## 開發
hinyari9是一位插畫師，在製作《熔鐵少女》之前並沒有遊戲開發經驗。過去hinyari9玩過不少優秀的遊戲作品，萌生了創作遊戲的念頭，只是礙於沒有編程經驗數次嘗試以失敗告終。2020年受到2019冠状病毒病疫情影響hinyari9無法外出，有了足夠的時間再次嘗試創作遊戲。原本hinyari9打算用三個月時間製作一個小遊戲，順便學習如何使用遊戲引擎Unity開發遊戲，初期開發方向較為隨意，想到什麼就做什麼，因此走了不少彎路。遊戲的世界觀源於hinyari9在2016年起以「鐵」和「熱」為主題創作的一系列插畫，還參考了《少女前線》，遊戲女主角瑪莎的麵包師女兒設定致敬了《少女前線》的前身《麵包房少女》。遊戲舞台設定參考了現實中的不同國家，如二戰時日本的宣傳標語。遊戲結局的全悲劇設計是hinyari9故意為之，除了刺激玩家重玩遊戲去尋找好結局，還有期望悲劇能讓玩家留下深刻的印象。
hinyari9在開發時特別注重遊戲節奏和戰鬥場景的設計，避免玩家在遊玩過程中感到沉悶。在遊戲過程中穿插的內容如新的稅收通知，角色的對話場景和中場的宿舍場景都是為了控制遊戲節奏。hinyari9除了為不同槍械設計了各自音效以豐富遊戲體驗之外，還在特定階段降低敵人體力，讓玩家有變強的正反饋。
hinyari9本以為遊戲發售後會「默默無聞」，所以沒有任何後續計劃，正式發售後遊戲獲得大量玩家的關注，這鼓勵了hinyari9開啟續作的專案，續作預計是《熔鐵少女》結局之後的故事。移植到家用遊戲機的計劃也是在PLAYISM的鼓勵和合作下開啟的，遊戲的家用遊戲機版本增加了開場動畫，動畫由前田地生（Chisey）和TOHRU MiTSUHASHi製作，新增的主題曲由KOKIA創作。

## 發行
2021年2月17日，hinyari9在Twitter賬號表示《熔鐵少女》將於本年度第一季在Steam上發佈，遊戲支持日文、英文和簡體中文，後改為同年6月發佈。遊戲最終於2021年8月26日在Steam發佈。2022年2月18日，遊戲支持韓文。2022年9月14日，PLAYISM宣佈將負責遊戲在家用遊戲機平台的發行工作，遊戲預計在第四季登陸PlayStation 5、PlayStation 4、Xbox One、Xbox Series X/S和任天堂Switch平台，遊戲的任天堂Switch遊戲演示將在同月舉行的東京電玩展上展出。2023年3月28日，PLAYISM在YouTube上發佈遊戲的宣傳視頻，表示遊戲將在4月6日登陸家用遊戲機平台。

## 評價
| 汇总媒体             | 得分   |
| -------------------- | ------ |
| Metacritic           | 68/100 |
| OpenCritic（推荐率） | 29%    |

| 媒体   | 得分  |
| ------ | ----- |
| Fami通 | 30/40 |

根據在Metacritic的匯總評分，媒體評價褒貶不一。遊戲在Steam發佈後，獲得極度好評。Game*Spark評論員高村響將《熔鐵少女》評為2022年Steam冬季特賣必買作品。2024年8月20日，hinyari9宣佈遊戲銷量超過20萬份。
遊戲的美術和設定獲得正面的評價，IGN日本的評論員片岡龍一稱讚遊戲的像素美術風格別具特色，角色設定也帶有反烏托邦世界觀的元素。編輯Chester在遊戲角落摘文也表示遊戲的設定「精細」，角色「精緻」，只是未能更進一步。高村響更是盛讚遊戲中的角色魅力十足又可愛，給人留下深刻的印象。
遊戲玩法方面，《Fami通》四位評論員均表示遊戲節奏很快，讓人沉迷其中。其中認為遊戲中隨機選項也具有趣味性。則反應主線故事鼓勵玩家收集多結局，只是玩法沒有太大變化。

## 續作
遊戲續作《救国少女之斯娜静歌》於2024年8月27日在Steam發售。續作沿襲《熔鐵少女》世界觀和主要玩法，主角改為瑪莎的義妹斯娜靜歌擔任。遊戲發售五天銷量超過5萬份。

## 外部連結
- 官方网站（日語）
- 官方网站（简体中文）